# Espero (romanzo)
Espero (in tedesco Hesperus), pubblicato nel 1795, è un romanzo di Jean Paul, pseudonimo dello scrittore tedesco Johann Friedrich Richter.
Hesperus, in latino e altre lingue moderne è la variante di Vespero, altro nome del pianeta Venere, la «stella del mattino e della sera», e il nome con cui Viktor si rivolge all'amata Clotilde.

## Trama
Il romanzo racconta la storia d'amore di Jean Paul Victor e di Clotilde, che si svolge nel periodo dal 30 aprile 1792 al 31 ottobre 1793.

## Critica
Il romanzo fu accolto con un successo paragonabile a quello de I dolori del giovane Werther di Goethe, ed esercitò un grande influsso, dal punto di vista stilistico, su diversi scrittori delle generazioni successive, come ad esempio Georg Büchner e Heinrich Heine.